# Общество исследований по общей теории систем
Общество исследований по общей теории систем (англ. Society for General Systems Research; SGSR) — предшественник современного Международного общества наук о системах (англ. International Society for the Systems Sciences; ISSS), первое междисциплинарное и международное сотрудничество в области теории систем и системных наук. Начало организации, первоначально названной как «Общество по развитию общей теории систем» (англ. Society for the Advancement of General Systems Theory), было положено в 1954 году. На стадии оформления она была переименована в «Общество исследований по общей теории систем», а окончательное своё название получила в 1988 году.

## Члены Общества исследований по общей теории систем
В списке представлен неполный перечень лиц, состоявших членами SGSR преимущественно в ранний период деятельности общества 1956—1957 гг. Особо отмечены лица, занимавшие пост президента Общества (с указанием порядкового номера и года).
- Александер, Франц — врач, психоаналитик
- Harold Homer Anderson (англ.) — психолог
- Уильям Росс Эшби (3: 1962) — психиатр
- Arthur J. Bachrach (англ.) — психолог
- Chester Barnard (англ.) — госадминистратор
- Кеннет Боулдинг (1: 1957—1958) — экономист
- Людвиг фон Берталанфи — биолог
- Nathaniel A. Buchwald (англ.) — нейробиолог
- Eugene Burdick (англ.) — политолог
- Мелвин Кальвин — биохимик
- Чжао Юаньжэнь — лингвист
- Walter Robert Corti (нем.) — философ
- Stuart C. Dodd (англ.) — социолог
- Hugo O. Engelmann (англ.) — социолог
- Merrill M. Flood (англ.) — математик
- Frank Fremont-Smith (англ.) — госадминистратор
- Ralph W. Gerard (англ.) — нейропсихолог
- Роберт Широкауер Хартман — логик, философ
- Гарретт Хардин — эколог
- Kenneth Harwood (англ.) — общая теория коммуникации
- Cuthbert Hurd (англ.) — компьютерные науки
- Marjorie Kendig (англ.) — директор Института общей семантики
- Karl William Kapp (англ.) — экономист
- Charles A. McClelland (англ.) (2: 1959—1961) — политолог
- Richard L. Meier (англ.) — урбанистика, футурология
- Karl Menninger (англ.) — психиатр
- James Grier Miller (англ.) (12: 1973) — биолог
- Elwood Murray (англ.) — общая семантика
- Жан Пиаже — психолог
- Бертрам М. Гросс (9: 1970) — политолог
- Анатолий Рапопорт (4: 1965) — математическая психология
- Milton Rubin (англ.) (7: 1968) — системотехника
- Саймон А. Герберт — социальные науки
- Geoffrey Vickers (англ.) (16: 1977) — юрист
- Алеко Кристакис (2002) — социальные науки